# Indyjski koń wojskowy
Indyjski koń wojskowy – rasa koni, która rozwinęła się w stadninach należących do armii w Indiach, w celu zapewnienia wierzchowców do kawalerii. U jej postaw leżą krzyżówki miejscowych koni kathiawari z australijskim Walerem, wzbogaconym krwią folblutów i koni czystej krwi arabskiej. Zwierzęta te cechuje duża wytrzymałość i odporność na trudne warunki (w Indiach panuje surowy klimat, jest tam mało trawy) oraz spokojny charakter.
Obecnie konie indyjskie są hodowane  w wojskowym centrum uzupełnień w Saharanpur oraz w wojskowej stadninie Babugarh i wykorzystywane przez siły policyjne, szczególnie na terenach podmiejskich. Coraz większa liczba tych zwierząt jest wykorzystywana w klubach jeździeckich.
Jeśli chodzi o budowę ciała, rasę cechuje szlachetność i solidność. Atrakcyjny wygląd ewidentnie wskazuje na wpływ pełnej krwi angielskiej; natomiast uszy, które czasem skierowane są ku sobie, są oznaką obecności genów odziedziczonych po kathiawari.

## Cechy budowy zewnętrznej
- szlachetna głowa o łagodnych oczach
- proporcjonalna, dobrze umięśniona szyja
- skośne ustawienie łopatek (idealne dla konia wierzchowego)
- głęboka klatka piersiowa
- długi, prosty grzbiet
- owalny zad
- mocne nogi

## Informacje o rasie
- Nazwa: indyjski koń wojskowy (indyjski koń półkrwi)
- Miejsce pochodzenia: Indie
- Średni wzrost: od 150 do 160 cm. w kłębie
- Rodzaje maści: dowolna
- Użytkowanie: wierzchowe, juczne
- Charakter: łagodny
- Typ: gorącokrwisty